# 내셔널 웨스트민스터 은행
내셔널 웨스트민스터 은행(National Westminster Bank, NatWest)은 잉글랜드 런던에 위치한 영국의 주요 소매업 및 상업은행이다. 1868년에 내셔널 프로빈셜 은행과 웨스트민스터 은행의 합병에 의해 설립되었다. 2000년, 스코틀랜드왕립은행그룹의 일부였으며 2020년 이 그룹의 이름은 냇웨스트 그룹으로 변경되었다.
내셔널 웨스트민스터 은행은 영국의 빅4의 어음 교환 협정 은행 중 하나로 간주되며 그레이트브리튼섬의 960개 이상의 분점과 3,400개의 현금 자동 입출금기를 갖춘 대현 망을 구성하고 있다. 또, 24시간 액션라인 전화와 온라인 뱅킹 서비스도 제공한다. 오늘날 7,500,000명 이상의 개인 고객과 850,000개의 소형 비즈니스 계정을 보유하고 있다. 북아일랜드에서는 얼스터 은행 브랜드로 운영되고 있다.